# 红星乡 (兰西县)
红星乡，是中华人民共和国黑龙江省绥化市兰西县下辖的一个乡镇级行政单位。

## 行政区划
红星乡下辖以下地区：
武家村、东兴村、红星村、新星村和三合村。